# Grégory Ken
Grégory Ken, de son vrai nom Jean-Pierre Trochu-Giraudon, né le 12 mars 1947, à Paris, et mort le 26 avril 1996 à Paris, est un chanteur français.

## Biographie
Il fait ses débuts au milieu des années 1960. Il a été le guitariste du groupe yéyé Claude et ses Tribuns et accompagnateur d'Annie Cordy. En 1964, il est également le guitariste de Michel Paje dans la tournée d'été de France Gall avec son copain André Crudo ancien batteur du groupe El Toro et les Cyclones dont Jacques Dutronc était le guitariste soliste.
Il commence à enregistrer des 45 tours sous le pseudonyme de « Grégory » (LSD et Système D, Je fais la la la, Un trou dans ma chaussure, 1967).
Au cours des années 1970, il joue dans plusieurs comédies musicales : Hair en 1971, Godspell et Jesus Christ Superstar en 1973, puis en 1975 dans Mayflower d'où seront notamment tirés ses duos avec Pascale Rivault et Michael Sterling (dont Tout va commencer).
En avril 1979, il interprète, sur scène, le personnage de Ziggy dans la première production mondiale de l'opéra-rock Starmania. Dans la foulée, il sortira un 45 tours en solo avec le titre Treize ans et demi, en 1979.
En 1981, il forme avec  Valli Kligerman le duo Chagrin d'amour, auquel on doit les chansons Chacun fait (c'qui lui plaît), Bonjour, v'là les nouvelles, V.A.L.L.I. et Blonde platine.
En 1982, Chagrin d'amour se produit pour la première fois sur la scène du Casino de Paris pour un gala de music-hall, Mes scènes de Paris, donné au profit de la fondation Perce-Neige et organisé par des étudiants de l'École supérieure de gestion de Paris.
En 1984, toujours avec le duo Chagrin d'amour, il sortira deux 45 tours intitulés Monte-Carlo et Papa scratch. Un troisième album était prévu pour la fin de 1984, mais finalement il ne verra pas le jour.
En 1985, avec Gérard Presgurvic, qui le produit, il chante en solo le titre ambitieux Poursuite, écrit par Presgurvic, et qui sort en 45 tours aux éditions Anya, mais ce disque sera un échec, et le titre n'entrera même pas au Top 50.
En 1989, il enregistre le slow Prête-moi ton amour, version française du titre Tell It Like It Is.
Le chanteur était une voix particulièrement prisée dans le domaine de la publicité audiovisuelle, en outre il avait un accent de « Titi parisien » très prononcé. De 1984 à 1995, il était notamment la voix de jingles pour la chaîne Canal+ et également pour la radio,. Nombreuses furent aussi les personnes de son entourage qui pensaient qu'avec sa voix ainsi que son physique, il aurait pu être un acteur, et avoir une carrière prometteuse, mais Jean-Pierre Trochu ne sera jamais comédien.
Malade, il sera pris en main en 1994 par l'association caritative La roue tourne, crée le 15 Mai 1957 par Janalla Jarnach et l'acteur Paul Azais, qui vient en aide aux artistes qui ont des problèmes de santé, ou en difficulté.
Il meurt le 26 avril 1996 des suites d'un cancer. Il est inhumé sans sacrements dans la division 14 du cimetière de Montrouge (14e arrondissement de Paris).